# Социалистический автономный край Косово
Социалистический автономный край Косово (сербохорв. Socijalistička Autonomna Pokrajina Kosovo / Социјалистичка Аутономна Покрајина Косово, алб. Krahina Socialiste Autonome e Kosovës) — один из двух автономных краёв Социалистической Республики Сербия в составе СФРЮ, существовавших в 1945—1990 годах. Столица — Приштина. До 1963 года — Косовско-Метохийская автономная область (сербохорв. Autonomna Kosovsko-Metohijska Oblast / Аутономна Косовско-Метохијска Област), с 1963 по 1968 годы — Автономный край Косово и Метохия (сербохорв. Autonomna Pokrajina Kosovo i Metohija / Аутономна Покрајина Косово и Метохија).

## История
В СФРЮ Косово постоянно имело статус неразвитого региона и получало дотации и льготные кредиты из федерального центра. С 1970-х годов Косово стало основным получателем этих кредитов среди регионов Югославии. В 1976 - 1980 годах Фонд Федерации для кредитования экономически недостаточно развитых республик и областей выделил Косову 2847,6 тыс. динаров, в то время как Боснии и Герцеговине — 2352,5 тыс. динаров, Македонии — 1662,9 тыс. динаров, Черногории — 831,5 тыс. динаров. Кредиты предоставлялись на длительный срок и под сравнительно небольшой процент. Косово получало кредиты в 1966 - 1990 годах сроком на 15 - 19,5 лет под 2,1 - 9,0 % годовых.

### Период правления Тито
Автономия Косово впервые появилась 10 июля 1945, и Косово получило статус автономной области (Косовско-Метохийская автономная область). В апреле 1963 года его автономия была немного расширена: Косово стало автономным краем.
В ноябре 1968 года Косово получило статус Социалистического автономного края, из его названия было убрано слово «Метохия». Слово «Метохия» не возвращалось в официальное название, поскольку косовские албанцы часто возмущались из-за высказываний о Метохии, хотя и поддерживали статус названия Социалистического автономного края. Косово получило свою особую конституцию, провинции Косово предоставили расширенные права и даже место для делегата от края в Президиуме СФРЮ (в том числе и право накладывать вето на решения Президиума). Де-факто САК Косово был уравнен в правах с СР Сербией и САК Воеводиной.
Конституция Югославии 1974 года ещё больше увеличила автономию Косово и Воеводины. Оба автономных края получили фактическое право вето на изменения в их статусе. Кроме того, в Косово сербский, албанский и турецкий языки обрели равный статус.

### Беспорядки 1981 года
Несмотря на старания Иосипа Броза Тито и его преемников, городская албанская партийная номенклатура требовала предоставления Косову более широкой автономии вплоть до федеративной республики. В марте 1981 года албанские студенты выступили с протестами на улицах косовских городов, призывая Косово к выходу из состава СФРЮ и требуя от властей признания независимости своего края.
Ситуация обострилась после начала массовых беспорядков и бесчинств на территории края, которые разгорелись в шести крупных городах. В беспорядках приняли участие около 20 тысяч человек. Власти жёстко отреагировали на это действие: против бунтующих были направлены силы Югославской народной армии, которая разогнала демонстрации. Около 4 тысяч человек были арестованы, и это привело к массовому бегству албанцев из страны. Напряжённость в межнациональных отношениях резко возросла.

### Ликвидация широкой автономии края
Слободан Милошевич, возглавивший Союз коммунистов Сербии в 1986 году, попытался восстановить контроль над Косовом и Воеводиной. 28 июня 1989 года по его указу на Косовом поле прошли памятные мероприятия по случаю 600-летнего юбилея со дня Битвы на Косовом поле. В 1989 году, когда Югославия уже находилась на грани развала, по инициативе Милошевича Косово было лишено статуса Социалистического автономного края. Был образован автономный край Косово и Метохия.

## Население
За период СФРЮ произошло изменение этнической структуры Косова: доля сербов сократилась, а доля албанцев возросла (хотя весь период СФРЮ в крае преобладало численно албанское население). По данным первой послевоенной переписи 1948 года в Косове жили 733,0 тыс. человек, в том числе 498,2 тыс. албанцев, 171,9 тыс. сербов, 28,0 тыс. черногорцев, 9,7 тыс. мусульман, 5,3 тыс. хорватов, 0,5 тыс. македонцев, 0,3 тыс. словенцев

По данным переписи населения 1981 года, в Косове проживал 1 548 441 человек. Из них по национальностям:
- Албанцы — 1 226 736 (77,4%)
- Сербы — 209 498 (13,2%)
- Боснийцы (славяне-мусульмане) — 58 562 (3,7%)
- Цыгане — 34 126 (2,2%)
- Черногорцы — 27,028 (1,7%)
- Турки — 12 513 (0,8%)
- Хорваты — 8 717 (0,6%)
- Югославы — 2 676 (0,2%)
- Остальные — 4 584 (0,2%)

Официальными языками являлись сербохорватский и албанский.

## Руководители Косова в составе СФРЮ

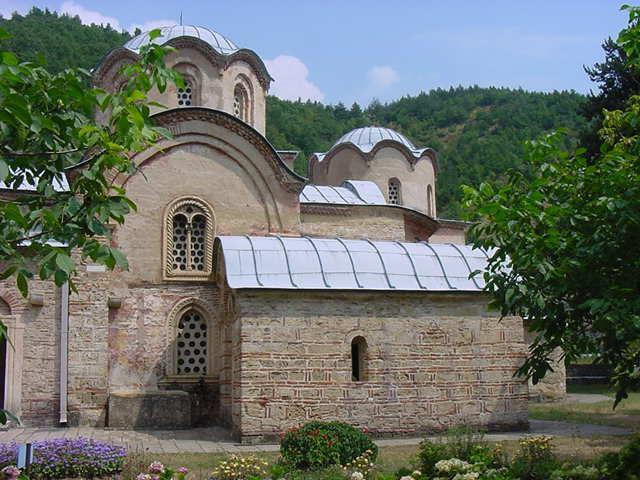
Монастырь Печского патриархата

### Председатели края
- Председатель Антифашистской скупщины народного освобождения Косова и Метохии (1944-1945)
  - Мехмед Ходжа (1 января 1944 – 11 июля 1945)
- Председатели Народной скупщины АКМО (1945-1963)
  - Фадиль Ходжа (11 июля 1945 – 20 февраля 1953)
  - Исмет Шачири (20 февраля 1953 – 12 декабря 1953)
  - Джорджие Пайкович (12 декабря 1953 – 5 мая 1956)
  - Павле Йовичевич (5 мая 1956 – 4 апреля 1960)
  - Душан Мугоша (4 апреля 1960 – 18 июня 1963)
- Председатели Народной скупщины САК Косова (1963-1974)
  - Станое Аксич (18 июня 1963 – 24 июня 1967)
  - Фадиль Ходжа (24 июня 1967 – 7 мая 1969)
  - Ильяз Куртеши (7 мая 1969 – март 1974)
- Председатели Президиума САК Косова (1974-1990)
  - Джавид Нимани (март 1974 – август 1981)
  - Али Шукрия (август 1981 – 1982)
  - Коль Широка (1982 – май 1983)
  - Шефчет Яшари (май 1983 – май 1984)
  - Шефкет Небих Гаши (май 1984 – май 1985)
  - Бранислав Шкембаревич (май 1985 – май 1986)
  - Байрам Селани (май 1986 – май 1988)
  - Ремзи Кольгеци (май 1988 – 5 апреля 1989)
  - Хисен Кайдомчай (27 июня 1989 – 11 апреля 1990)

### Премьеры
- Председатели Верховного веча САК Косова (1963-1990)
  - Фадиль Ходжа (1953 – 1963)
  - Али Шукрия (1963 – май 1967)
  - Илия Вакич (май 1967 – май 1974)
  - Боголюб Неделькович (май 1974 – май 1978)
  - Бахри Оручи (май 1978 – май 1980)
  - Риза Сапунджию (май 1980 – май 1982)
  - Имер Пуля (май 1982 – 5 мая 1984)
  - Любомир Боркович (5 мая 1984 – май 1986)
  - Назми Мустафа (май 1986 – 1987)
  - Качуша Яшари (1987 – май 1989)
  - Никола Шкерли (май 1989 – 1989)
  - Даут Яшаница (1989)
  - Юсуф Зейнулаху (4 декабря 1989 – 5 июля 1990)